# Cosmetra anthophaga
Cosmetra anthophaga är en fjärilsart som beskrevs av Diakonoff 1977. Cosmetra anthophaga ingår i släktet Cosmetra och familjen vecklare. Inga underarter finns listade i Catalogue of Life.